# Oscar Maldonado
Óscar Oswaldo Rodríguez Maldonado (Chalatenango, 16 de abril de 1995) es un futbolista salvadoreño. Su posición es mediocampista y su actual club es el Alianza F. C. de la Primera División de El Salvador.

## Estadísticas

### Clubes
Actualizado al último partido jugado el 3 de mayo de 2025.
| Club Deportivo Chalatenango · El Salvador       | 1.ª                 | 2015-16             | 13  | 0  | - | - | -  | - | 13  | 0  | 0.00 |
| Club Deportivo Chalatenango · El Salvador       | 1.ª                 | 2016-17             | 27  | 4  | - | - | -  | - | 27  | 4  | 0.14 |
| Club Deportivo Chalatenango · El Salvador       | Total               | Total               | 40  | 4  | 0 | 0 | 0  | 0 | 40  | 4  | 0.10 |
| Club Deportivo Luis Ángel Firpo · El Salvador   | 1.ª                 | 2017                | 7   | 0  | - | - | -  | - | 7   | 0  | 0.00 |
| Club Deportivo Luis Ángel Firpo · El Salvador   | Total               | Total               | 7   | 0  | 0 | 0 | 0  | 0 | 7   | 0  | 0.00 |
| Asociación Deportiva Chalatenango · El Salvador | 1.ª                 | 2018                | 19  | 0  | - | - | -  | - | 19  | 0  | 0.00 |
| Asociación Deportiva Chalatenango · El Salvador | 1.ª                 | 2018-19             | 46  | 2  | - | - | -  | - | 46  | 2  | 0.04 |
| Asociación Deportiva Chalatenango · El Salvador | Total               | Total               | 65  | 2  | 0 | 0 | 0  | 0 | 65  | 2  | 0.03 |
| Alianza Fútbol Club · El Salvador               | 1.ª                 | 2019-20             | 22  | 1  | - | - | 6  | 0 | 28  | 1  | 0.04 |
| Alianza Fútbol Club · El Salvador               | 1.ª                 | 2020-21             | 24  | 0  | - | - | -  | - | 24  | 0  | 0.00 |
| Alianza Fútbol Club · El Salvador               | 1.ª                 | 2021-22             | 46  | 1  | - | - | 2  | 0 | 48  | 1  | 0.02 |
| Alianza Fútbol Club · El Salvador               | 1.ª                 | 2022-23             | 33  | 1  | - | - | 6  | 0 | 39  | 1  | 0.03 |
| Alianza Fútbol Club · El Salvador               | 1.ª                 | 2023-24             | 35  | 3  | - | - | -  | - | 35  | 3  | 0.09 |
| Alianza Fútbol Club · El Salvador               | 1.ª                 | 2024-25             | 19  | 0  | - | - | 1  | 0 | 20  | 0  | 0.00 |
| Alianza Fútbol Club · El Salvador               | 1.ª                 | 2025-26             |     |    |   |   |    |   |     |    |      |
| Alianza Fútbol Club · El Salvador               | Total               | Total               | 179 | 6  | 0 | 0 | 15 | 0 | 194 | 6  | 0.03 |
| Total en su carrera                             | Total en su carrera | Total en su carrera | 291 | 12 | 0 | 0 | 15 | 0 | 306 | 12 | 0.02 |
| (2) No incluye goles en partidos amistosos.     |                     |                     |     |    |   |   |    |   |     |    |      |

### Selección nacional
| Selección                                  | Año                 | Partidos | Goles |
| ------------------------------------------ | ------------------- | -------- | ----- |
| El Salvador                                |                     |          |       |
| 2024                                       | 2                   | 0        |       |
| Total en su carrera                        | Total en su carrera | 2        | 0     |
| Estadísticas hasta el 28 de julio de 2024. |                     |          |       |

### Participaciones en Copas del Mundo
| Mundial                               | Sede    | Resultado    |
| ------------------------------------- | ------- | ------------ |
| Copa Mundial de Fútbol Sub-20 de 2013 | Turquía | Primera fase |

## Palmarés

### Títulos nacionales
| Título           | Club       | País        | Año    |
| ---------------- | ---------- | ----------- | ------ |
| Primera División | Alianza FC | El Salvador | A-2019 |